# Michail Kosjkin
Michail Iljitj Kosjkin (ryska: Михаил Ильич Кошкин), född 3 december 1898 i byn Bryntjagi i guvernementet Jaroslavl, död 26 september 1940 på vilohemmet Zanki i Charkov oblast, var en känd sovjetisk konstruktör.
När han var 7 år gammal förolyckades hans far på sitt arbete vid skogsavverkningen. Modern fick bli betjänt åt andra för att kunna försörja tre barn.
År 1917 inkallades Kosjkin i Röda armén. Efter inbördeskriget skickades han till Det kommunistiska universitetet, där han studerade från 1921 till 1924. Efter studierna arbetade han på olika administrativa och partirelaterade poster. I egenskap av initiativrik partiarbetare skickades han 1929 iväg för studier till Leningrads polytekniska institut, där han kom in på kursen "Bilar och traktorer".
År 1937 fick Kosjkin i uppdrag att ta fram en ny typ av medeltung stridsvagn. Resultatet av hans arbete blev den framgångsrika modellen T-34 som användes av Röda armén under hela andra världskriget. Belönades postumt med Stalinpriset (1942) och Hjälte av det socialistiska arbetet (1990).